# دماج (السوادية)

تعديل مصدري - تعديل

دماج هي إحدى قرى عزلة الحراتيك بمديرية السوادية التابعة لمحافظة البيضاء، بلغ تعداد سكانها 221 نسمة حسب تعداد اليمن لعام 2004.